# Maserati Mexico
La Maserati Mexico (nome in codice Tipo AM112) è un'autovettura prodotta dalla casa automobilistica italiana Maserati dal 1966 al 1972.

## Il contesto
Disegnata da Vignale come prototipo basato sulla 5000 GT, apparve per la prima volta al Salone dell'automobile di Torino 1965, e fu così apprezzata che la Maserati decise immediatamente di produrla. La versione di serie apparve nel 1966 al Salone dell'automobile di Parigi. Il nome "Mexico" deriva dalla vittoria della Cooper T81 con motore Maserati al Gran Premio del Messico 1966 di Formula 1.
La prima versione fu equipaggiata con un motore V8 di 4,7 litri e 290 CV che poteva spingere la Mexico fino a 250 km/h. Nel 1969, contrariamente alle tradizioni Maserati, questa coupé fu disponibile anche con un più piccolo V8 di 4,2 litri (quello che già equipaggiava la Quattroporte).
Pochi i cambiamenti sulla Mexico nella sua carriera (eccetto il motore più piccolo). Il suo lussuoso equipaggiamento comprendeva di serie sedili in pelle per quattro adulti, vetri elettrici, cruscotto in legno e aria condizionata. Come optional si potevano avere il cambio automatico, il servosterzo e la radio.
La Mexico fu la prima Maserati di serie ad essere equipaggiata con freni a disco servoassistiti, e autoventilanti su tutte e quattro le ruote.